# Larry Pinto de Faria
Larry Pinto de Faria, detto Larry (Nova Friburgo, 3 novembre 1932 – 6 maggio 2016), è stato un calciatore brasiliano, di ruolo attaccante.

## Caratteristiche tecniche
Giocava come attaccante, ricoprendo il ruolo di centravanti. Elegante e dotato di una affinata tecnica, si metteva in evidenza sia per la sua capacità realizzativa che per il suo stile di gioco, godibile a vedersi.

## Carriera

### Club
Dopo sette presenze e due reti nel Fluminense di Rio de Janeiro, squadra dello stato che gli aveva dato i natali, si trasferì all'Internacional di Porto Alegre, nel Rio Grande do Sul. Ben presto colpì con la sua abilità nel segnare, e nel 1954 segnò quattro reti nell'acceso derby cittadino, il Grenal. La partita fu disputata all'Estádio Olímpico Monumental, casa del Grêmio, impianto che per la prima volta ospitava tale incontro. Nel 1955 le sue reti gli permisero di diventare il secondo miglior marcatore del campionato statale: ne segnò 23 in 18 gare. A precederlo in classifica fu il suo compagno d'attacco Bodinho, che ne realizzò 25. Nel 1961 si ritirò dall'attività, dopo 180 reti con la maglia dell'Internacional.

### Nazionale
Il debutto in Nazionale di Larry coincise con la prima partita in assoluto della selezione olimpica, il 16 luglio 1952 contro i Paesi Bassi. La sua doppietta gli permise di diventare il primo giocatore a realizzare una marcatura multipla con la maglia del Brasile Olimpico. Nel corso del torneo dei Giochi di Helsinki segnò altre due reti, egualmente ripartite nella successive due gare, così che il suo computo finale risultò di quattro segnature in tre incontri. Successivamente, nel 1956, fu convocato con la Nazionale maggiore per la disputa del Campionato Panamericano 1956; in tale competizione, Larry fece il suo esordio il 1º marzo contro il Cile. Decise poi la gara seguente, contro il Perù, segnando un gol, e realizzò una tripletta contro la Costa Rica il 13 marzo.

## Palmarès

### Club

#### Competizioni nazionali
- Campionato Gaúcho: 2

Internacional: 1955, 1961

### Nazionale
- Campionato Panamericano: 1

1956